# جداجد هاغلية
جداجد هاغلية (الاسم العلمي: Hagloidea)، فصيلة عليا من الحشرات المنتمية إلى رتبة مستقيمات الأجنحة ورتبية حاملات السيوف. أغلب فصائلها وأنواعها منقرضة، وتمثلها الفصيلة الحية (جداجد محدبة الجناح).

## الفصائل
- †Eospilopteronidae Cockerell, 1916
- †Haglidae Handlirsch, 1906
- †Hagloedischiidae Gorochov, 1986
- †Prezottophlebiidae Martins-Neto, 2007
- جداجد محدبة الجناح Kirby, 1906
- †Tuphellidae Gorochov, 1988
- undetermined family: monotypic genus †Tzetzenulia : T. dilutemaculata Gorochov, 1990